# Agrypnia straminea
Agrypnia straminea is een schietmot uit de familie Phryganeidae. De soort komt voor in het Nearctisch gebied.